# Mikaela Shiffrinová
Mikaela Pauline Shiffrinová (nepřechýleně Shiffrin, * 13. března 1995 Vail, Colorado) je americká alpská lyžařka specializující se především na točivé disciplíny – obří slalom a slalom. Na olympiádě v Soči v roce 2014 se stala nejmladší olympijskou vítězkou v historii slalomových závodů, když triumfovala ve věku 18 let a 345 dní. Druhé zlato přidala v obřím slalomu na Zimních olympijských hrách 2018 v Pchjongčchangu. Ve Světovém poháru drží historický rekord 100 vyhraných závodů, když v březnu 2023 překonala 86 výher Ingemara Stenmarka. V obřím slalomu Mistrovství světa 2023 se posedmé stala světovou šampionkou. Jako první lyžař získala zlatou medaili na šestém mistrovství světa v řadě a stala se první ženou se čtyřmi cennými kovy z obřího slalomu. Zisk čtrnácté medaile v šestnáctém odjetém závodu mistrovství světa z ní učinil nejúspěšnějšího lyžaře moderní éry.
Na světovém šampionátu 2013 ve Schladmingu vybojovala jako sedmnáctiletá titul mistryně světa ve slalomu. O dva roky později na Mistrovství světa 2015 v Beaver Creeku a Vailu získala druhé slalomové zlato a v 19 letech se stala nejmladší obhájkyni světového prvenství. Ve Svatém Mořici 2017 zkompletovala zlatý hattrick, když opět zvítězila ve slalomu a stříbrnou medaili přidala z obřího slalomu. Na MS 2019 v Åre vybojovala bronz v obřím slalomu a zlaté kovy vyhrála ze super-G a slalomu, v němž jako první alpský lyžař historie ovládla čtyřikrát za sebou stejnou disciplínu. Ze světového šampionátu 2021 v Cortině d'Ampezzo si odvezla kompletní medailovou sadu, když vyhrála superkombinaci, druhá skončila v obřím slalomu a třetí v super-G a ve slalomu. Na MS 2023 v Courchevelu a Méribelu triumfovala v obřím slalomu a druhá dojela ve slalomu a super-G. Jako první americký lyžař si připsala sedm mistrovských titulů, když druhý Ted Ligety vybojoval pět zlatých. Celkem získala čtrnáct medailí, druhý nejvyšší počet ze všech lyžařů za Christl Cranzovou z 30. let 20. století, kdy se šampionáty konaly každoročně s malou konkurencí závodníků.
V sezónách 2016/2017, 2017/2018, 2018/2019, 2021/2022 a 2022/2023 vyhrála celkové hodnocení ženského Světového poháru. Řadí se tak mezi pět amerických lyžařů, kteří triumfovali v celkové klasifikaci. Mezi ženami je na celkovém 2. místě za šestinásobnou šampionkou série Annemarii Moserovou-Pröllovou. K pěti velkým křišťálovým glóbům přidala deset malých, z toho sedm za sezónní triumfy ve slalomu z let 2013, 2014, 2015, 2017, 2018, 2019 a 2023, rovněž tak v super-G 2019 a v obřím slalomu 2019 a 2023.
V prosinci 2018 se stala prvním alpským lyžařem v historii, který zkompletoval výhry ze všech šesti disciplín Světového poháru FIS. V témže měsíci – ve 23 letech a 9 měsících – pokořila jako nejmladší lyžař bez rozdílu pohlaví hranici padesáti vítězných závodů. Triumfem z prosincového slalomu v Semmeringu 2018 se také stala prvním lyžařem, jenž vyhrál patnáct závodů během jednoho kalendářního roku a 36. výhrou ve slalomu na čele ženských statistik vystřídala Marlies Schildovou. V sezóně 2018/2019 pokořila třicetiletý rekord bez rozdílu pohlaví, čtrnácti vítězných závodů Vreni Schneiderové, když jich během jedné sezóny vyhrála sedmnáct. V lednu 2022 ovládla slalom ve Schladmingu a 47. slalomovou výhrou překonala Stenmarkův absolutní rekord počtu vítězství v jedné disciplíně Světového poháru, když Švéd vyhrál 46 obřích slalomů. Vítězstvím v kronplatzském obřím slalomu během ledna 2023 dosáhla rekordní 83. výhry v ženském Světovém poháru. Na čele historických statistik se tak odpoutala od Lindsey Vonnové. V březnu 2023 pak ovládla aarský slalom znamenající 87. vítězný závod ve Světovém poháru, čímž překonala Stenmarkův historický rekord z roku 1989.
Do října 2023 ve Světovém poháru zvítězila v osmdesáti osmi závodech, z toho v padesáti třech slalomech, dvaceti jedna obřích slalomech, pěti paralelních slalomech (včetně dvou městských závodů), pěti superobřích slalomech, třech sjezdech a v jedné superkombinaci.

## Sportovní kariéra

### 2011–2012
Ve Světovém poháru debutovala v patnácti letech, což byla dle regulí Mezinárodní lyžařské federace minimální věková hranice pro start závodníka. Stalo se tak 11. března 2011 v soutěži obřího slalomu, konané ve Špindlerově Mlýně. V dubnu téhož roku, krátce po šestnáctých narozeninách, zvítězila na mistrovství Spojených států ve slalomu, konaném v coloradském Winter Parku, a stala se tak nejmladším americkým lyžařem v historii, který vyhrál národní šampionát.
V ročníku Světového poháru 2011–2012 si 29. prosince 2011 dojela z lienzkého slalomu pro premiérové umístění na pódiu, když skončila na třetím místě. V prvním kole startovala až jako čtyřicátá. V polovině trati ztratila chránič holenní kosti na levé noze a v průběžném pořadí jí patřila dvanáctá pozice. Ve druhém kole pak zajela nejrychlejší čas, čímž se posunula na konečnou bronzovou příčku.

### 2013: Sedmnáctiletá světová šampionka

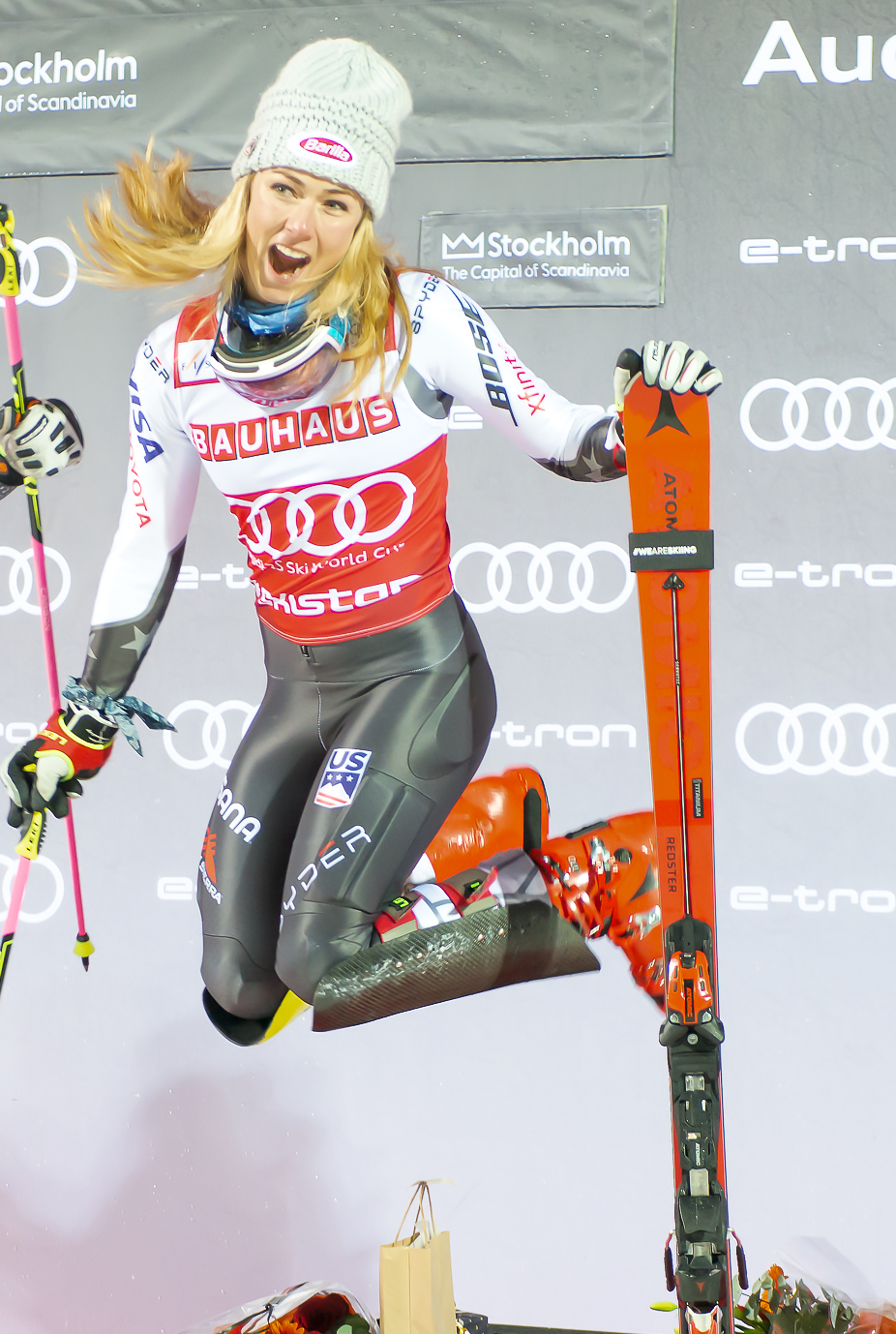
Po výhře ve stockholmském městském závodu v únoru 2019

Ve své první úplné sezóně Světového poháru vyhrála malý křišťálový glóbus ve slalomu, když opanovala celkovou klasifikaci této disciplíny se ziskem 688 bodů.
V sedmnácti letech poprvé vyhrála závod Světového poháru, když v prosinci 2012 triumfovala v nočním slalomu, který se odehrával ve švédském Åre. Stala se tak druhým nejmladším americkým alpským lyžařem, jenž dokázal zvítězit v události Světového poháru. V tomto parametru zaostala pouze za Judy Nagelovou, která v sezóně 1969 vyhrála ve věku sedmnácti let a pěti měsíců. Druhý triumf následoval po čtrnácti dnech, když byla nejrychlejší opět v nočním slalomu, tentokrát proběhlém v chorvatské metropoli Záhřebu. Třetí titul ze Světového poháru přidala o jedenáct dnů později, slalomem jetém v rakouském Flachau.
Na únorovém Světovém šampionátu 2013 v rakouském Schladmingu se stala mistryní světa ve slalomu. Jako sedmnáctiletá tak byla nejmladší světovou šampiónkou od roku 1985, kdy triumfovala také sedmnáctiletá Američanka Diann Roffeová. Po dojetí sdělila: „Ještě to pořádně nechápu a nevím, jestli to vůbec někdy pochopím. Byla jsem před závodem dost nervózní a v prvním kole měla těžké nohy. Ve druhém to zafungovalo lépe.“
Do posledního slalomu sezóny ve švýcarském Lenzerheide, konaného 16. března 2013, vstupovala jako druhá žena slalomové soutěže se ztrátou sedmi bodů na vítězku celkové klasifikace poháru Slovinku Tinu Mazeovou. První kolo ovládla Slovinka a před Shiffrinovou na čtvrté pozici měla náskok 1,17 sekundy. Ve druhém kole však Američanka, tři dny po svých osmnáctých narozeninách, podala nejlepší výkon ze všech závodnic a vyhrála druhou polovinu i celý závod. Mazeová, která startovala jako poslední měla ještě na posledním měřeném mezičase náskok čtrnácti setin sekundy, který prohospodařila a do cíle dojela na třetím místě se ztrátou třicet pět setin sekundy. V sezónním hodnocení slalomu Světového poháru tak malý glóbus obdržela Shiffrinová se ziskem 688 bodů, když na ni Slovinka zaostala o třicet tři bodů.

### 2015: Obhajoba titulu mistryně světa
Na únorovém Mistrovství světa 2015, konaném v Beaver Creeku a Vailu, vybojovala ve slalomovém závodu titul mistryně světa. Po MS 2013 a ZOH 2014 tak vyhrála třetí slalom na vrcholné akci za sebou. Stále jako teenagerka se stala nejmladší obhájkyní trofeje mistryně světa. Poprvé od Janici Kostelićové vyhrála úřadující olympijská vítězka i světový šampionát. Po Kosteličové (2003, 2005) a Christel Cranzové (1938, 1939) dokázala jako třetí lyžařka obhájit slalomové prvenství.

## Světový pohár

### Sezónní vítězství – křišťálové glóby

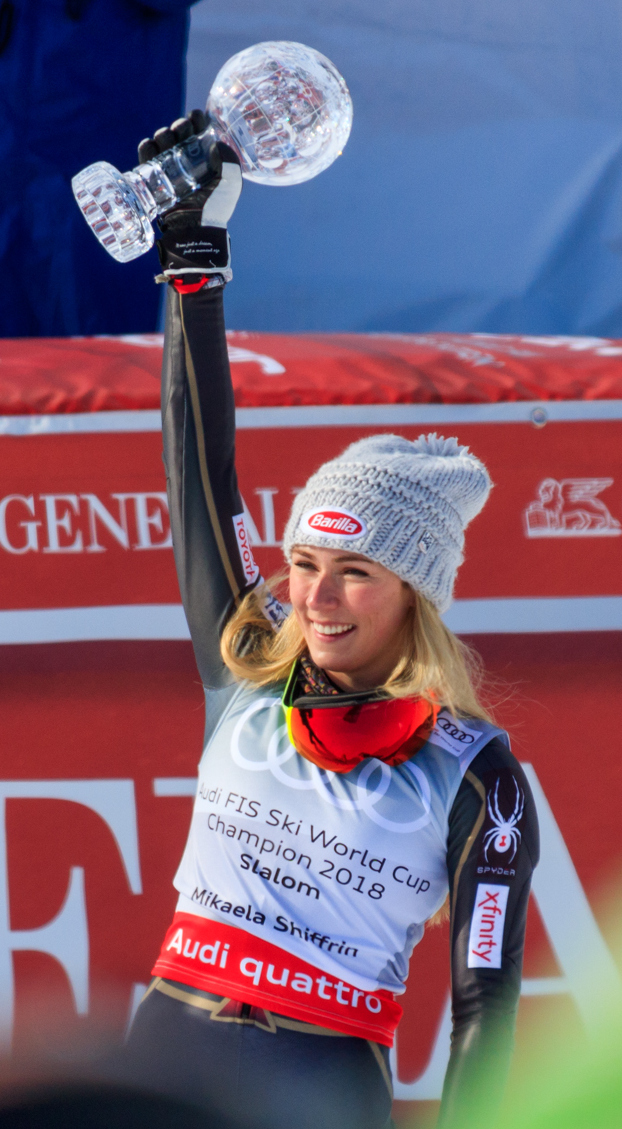
Shiffrinová s křišťálovým glóbem v Åre (2018)

- 15 vítězství – (5 celkem, 7 slalom, 1 Super-G, 2 obří slalom)

| křišťálový glóbus | Sezóna |             |
| křišťálový glóbus | Sezóna | Disciplína  |
| křišťálový glóbus | 2013   | slalom      |
| křišťálový glóbus | 2014   | slalom      |
| křišťálový glóbus | 2015   | slalom      |
| křišťálový glóbus | 2017   | celkově     |
| křišťálový glóbus | 2017   | slalom      |
| křišťálový glóbus | 2018   | celkově     |
| křišťálový glóbus | 2018   | slalom      |
| křišťálový glóbus | 2019   | celkově     |
| křišťálový glóbus | 2019   | slalom      |
| křišťálový glóbus | 2019   | Super-G     |
| křišťálový glóbus | 2019   | obří slalom |
| křišťálový glóbus | 2022   | celkově     |
| křišťálový glóbus | 2023   | celkově     |
| křišťálový glóbus | 2023   | slalom      |
| křišťálový glóbus | 2023   | obří slalom |

### Stupně vítězů

#### Přehled
|        | Slalom | Obří slalom | Sjezd | Super-G | Kombinace | Paralel. sl. | Celkem |
| Výhry  | 58     | 22          | 4     | 5       | 1         | 5            | 95     |
| Pódium | 82     | 42          | 7     | 10      | 1         | 7            | 148    |

#### Závody
| Umístění na stupních vítězů |                    |                           |                  |          |
| Sezóna                      | datum              | místo konání              | disciplína       | umístění |
| 2012                        | 29. prosince 2011  | Lienz, Rakousko           | slalom           | 3.       |
| 2013 (4 vítězství)          | 10. listopadu 2012 | Levi, Finsko              | slalom           | 3.       |
| 2013 (4 vítězství)          | 20. prosince 2012  | Åre, Švédsko              | slalom           | 1.       |
| 2013 (4 vítězství)          | 4. ledna 2013      | Záhřeb, Chorvatsko        | slalom           | 1.       |
| 2013 (4 vítězství)          | 15. ledna 2013     | Flachau, Rakousko         | slalom           | 1.       |
| 2013 (4 vítězství)          | 29. ledna 2013     | Moskva, Rusko             | paralelní slalom | 3.       |
| 2013 (4 vítězství)          | 10. března 2013    | Ofterschwang, Německo     | slalom           | 3.       |
| 2013 (4 vítězství)          | 16. března 2013    | Lenzerheide, Švýcarsko    | slalom           | 1.       |
| 2014 (5 vítězství)          | 16. listopadu 2013 | Levi, Finsko              | slalom           | 1.       |
| 2014 (5 vítězství)          | 1. prosince 2013   | Beaver Creek, USA         | obří slalom      | 2.       |
| 2014 (5 vítězství)          | 28. prosince 2013  | Lienz, Rakousko           | obří slalom      | 3.       |
| 2014 (5 vítězství)          | 29. prosince 2013  | Lienz, Rakousko           | slalom           | 2.       |
| 2014 (5 vítězství)          | 5. ledna 2014      | Bormio, Itálie            | slalom           | 1.       |
| 2014 (5 vítězství)          | 14. ledna 2014     | Flachau, Rakousko         | slalom           | 1.       |
| 2014 (5 vítězství)          | 8. března 2014     | Åre, Švédsko              | slalom           | 1.       |
| 2014 (5 vítězství)          | 15. března 2014    | Lenzerheide, Švýcarsko    | slalom           | 1.       |
| 2015 (6 vítězství)          | 25. října 2014     | Sölden, Rakousko          | obří slalom      | 1.       |
| 2015 (6 vítězství)          | 28. prosince 2014  | Kühtai, Rakousko          | obří slalom      | 3.       |
| 2015 (6 vítězství)          | 29. prosince 2014  | Kühtai, Rakousko          | slalom           | 1.       |
| 2015 (6 vítězství)          | 4. ledna 2015      | Záhřeb, Chorvatsko        | slalom           | 1.       |
| 2015 (6 vítězství)          | 13. ledna 2015     | Flachau, Rakousko         | slalom           | 3.       |
| 2015 (6 vítězství)          | 22. února 2015     | Maribor, Slovinsko        | slalom           | 1.       |
| 2015 (6 vítězství)          | 14. března 2015    | Åre, Švédsko              | slalom           | 1.       |
| 2015 (6 vítězství)          | 21. března 2015    | Méribel, Francie          | slalom           | 1.       |
| 2016 (5 vítězství)          | 24. října 2015     | Sölden, Rakousko          | obří slalom      | 2.       |
| 2016 (5 vítězství)          | 28. listopadu 2015 | Aspen, USA                | slalom           | 1.       |
| 2016 (5 vítězství)          | 29. listopadu 2015 | Aspen, USA                | slalom           | 1.       |
| 2016 (5 vítězství)          | 15. února 2016     | Crans-Montana, Švýcarsko  | slalom           | 1.       |
| 2016 (5 vítězství)          | 6. března 2016     | Jasná, Slovensko          | slalom           | 1.       |
| 2016 (5 vítězství)          | 19. března 2016    | Svatý Mořic, Švýcarsko    | slalom           | 1.       |
| Pouze vítězství             |                    |                           |                  |          |
| 2017 (11 vítězství)         | 12. listopadu 2016 | Levi, Finsko              | slalom           | 1.       |
| 2017 (11 vítězství)         | 27. listopadu 2016 | Killington, USA           | slalom           | 1.       |
| 2017 (11 vítězství)         | 11. prosince 2016  | Sestriere, Itálie         | slalom           | 1.       |
| 2017 (11 vítězství)         | 27. prosince 2016  | Semmering, Rakousko       | obří slalom      | 1.       |
| 2017 (11 vítězství)         | 28. prosince 2016  | Semmering, Rakousko       | obří slalom      | 1.       |
| 2017 (11 vítězství)         | 29. prosince 2016  | Semmering, Rakousko       | slalom           | 1.       |
| 2017 (11 vítězství)         | 8. ledna 2017      | Maribor, Slovinsko        | slalom           | 1.       |
| 2017 (11 vítězství)         | 31. ledna 2017     | Stockholm, Švédsko        | paralelní slalom | 1.       |
| 2017 (11 vítězství)         | 26. února 2017     | Crans-Montana, Švýcarsko  | kombinace        | 1.       |
| 2017 (11 vítězství)         | 10. března 2017    | Squaw Valley, USA         | obří slalom      | 1.       |
| 2017 (11 vítězství)         | 11. března 2017    | Squaw Valley, USA         | slalom           | 1.       |
| 2018 (12 vítězství)         | 26. listopadu 2017 | Killington, USA           | slalom           | 1.       |
| 2018 (12 vítězství)         | 2. prosince 2017   | Lake Louise, Kanada       | sjezd            | 1.       |
| 2018 (12 vítězství)         | 19. prosince 2017  | Courchevel, Francie       | obří slalom      | 1.       |
| 2018 (12 vítězství)         | 20. prosince 2017  | Courchevel, Francie       | paralelní slalom | 1.       |
| 2018 (12 vítězství)         | 28. prosince 2017  | Lienz, Rakousko           | slalom           | 1.       |
| 2018 (12 vítězství)         | 1. ledna 2018      | Oslo, Norsko              | paralelní slalom | 1.       |
| 2018 (12 vítězství)         | 3. ledna 2018      | Záhřeb, Chorvatsko        | slalom           | 1.       |
| 2018 (12 vítězství)         | 6. ledna 2018      | Kranjska Gora, Slovinsko  | obří slalom      | 1.       |
| 2018 (12 vítězství)         | 7. ledna 2018      | Kranjska Gora, Slovinsko  | slalom           | 1.       |
| 2018 (12 vítězství)         | 9. ledna 2018      | Flachau, Rakousko         | slalom           | 1.       |
| 2018 (12 vítězství)         | 10. března 2018    | Ofterschwang, Německo     | slalom           | 1.       |
| 2018 (12 vítězství)         | 17. března 2018    | Åre, Švédsko              | slalom           | 1.       |
| 2019 (17 vítězství)         | 17. listopadu 2018 | Levi, Finsko              | slalom           | 1.       |
| 2019 (17 vítězství)         | 25. listopadu 2018 | Killington, USA           | slalom           | 1.       |
| 2019 (17 vítězství)         | 2. prosince 2018   | Lake Louise, Kanada       | Super-G          | 1.       |
| 2019 (17 vítězství)         | 8. prosince 2018   | Svatý Mořic, Švýcarsko    | Super-G          | 1.       |
| 2019 (17 vítězství)         | 9. prosince 2018   | Svatý Mořic, Švýcarsko    | paralelní slalom | 1.       |
| 2019 (17 vítězství)         | 21. prosince 2018  | Courchevel, Francie       | obří slalom      | 1.       |
| 2019 (17 vítězství)         | 22. prosince 2018  | Courchevel, Francie       | slalom           | 1.       |
| 2019 (17 vítězství)         | 29. prosince 2018  | Semmering, Rakousko       | slalom           | 1.       |
| 2019 (17 vítězství)         | 5. ledna 2019      | Záhřeb, Chorvatsko        | slalom           | 1.       |
| 2019 (17 vítězství)         | 15. ledna 2019     | Kronplatz, Itálie         | obří slalom      | 1.       |
| 2019 (17 vítězství)         | 20. ledna 2019     | Cortina d'Ampezzo, Itálie | Super-G          | 1.       |
| 2019 (17 vítězství)         | 1. února 2019      | Maribor, Slovinsko        | obří slalom      | 1.       |
| 2019 (17 vítězství)         | 2. února 2019      | Maribor, Slovinsko        | slalom           | 1.       |
| 2019 (17 vítězství)         | 19. února 2019     | Stockholm, Švédsko        | paralelní slalom | 1.       |
| 2019 (17 vítězství)         | 9. března 2019     | Špindlerův Mlýn, Česko    | slalom           | 1.       |
| 2019 (17 vítězství)         | 16. března 2019    | Soldeu, Andorra           | slalom           | 1.       |
| 2019 (17 vítězství)         | 17. března 2019    | Soldeu, Andorra           | obří slalom      | 1.       |
| 2020 (6 vítězství)          | 23. listopadu 2019 | Levi, Finsko              | slalom           | 1.       |
| 2020 (6 vítězství)          | 1. prosince 2019   | Killington, USA           | slalom           | 1.       |
| 2020 (6 vítězství)          | 28. prosince 2019  | Lienz, Rakousko           | obří slalom      | 1.       |
| 2020 (6 vítězství)          | 29. prosince 2019  | Lienz, Rakousko           | slalom           | 1.       |
| 2020 (6 vítězství)          | 24. ledna 2020     | Bansko, Bulharsko         | sjezd            | 1.       |
| 2020 (6 vítězství)          | 26. ledna 2020     | Bansko, Bulharsko         | Super-G          | 1.       |
| 2021 (3 vítězství)          | 14. prosince 2020  | Courchevel, Francie       | obří slalom      | 1.       |
| 2021 (3 vítězství)          | 12. ledna 2021     | Flachau, Rakousko         | slalom           | 1.       |
| 2021 (3 vítězství)          | 6. března 2021     | Jasná, Slovensko          | slalom           | 1.       |
| 2022 (5 vítězství)          | 23. října 2021     | Sölden, Rakousko          | obří slalom      | 1.       |
| 2022 (5 vítězství)          | 28. listopadu 2021 | Killington, USA           | slalom           | 1.       |
| 2022 (5 vítězství)          | 21. prosince 2021  | Courchevel, Francie       | obří slalom      | 1.       |
| 2022 (5 vítězství)          | 11. ledna 2022     | Schladming, Rakousko      | slalom           | 1.       |
| 2022 (5 vítězství)          | 16. března 2022    | Courchevel, Francie       | sjezd            | 1.       |
| 2023 (14 vítězství)         | 19. listopadu 2022 | Levi, Finsko              | slalom           | 1.       |
| 2023 (14 vítězství)         | 20. listopadu 2022 | Levi, Finsko              | slalom           | 1.       |
| 2023 (14 vítězství)         | 18. prosince 2022  | Svatý Mořic, Švýcarsko    | Super-G          | 1.       |
| 2023 (14 vítězství)         | 27. prosince 2022  | Semmering, Rakousko       | obří slalom      | 1.       |
| 2023 (14 vítězství)         | 28. prosince 2022  | Semmering, Rakousko       | obří slalom      | 1.       |
| 2023 (14 vítězství)         | 29. prosince 2022  | Semmering, Rakousko       | slalom           | 1.       |
| 2023 (14 vítězství)         | 4. ledna 2023      | Záhřeb, Chorvatsko        | slalom           | 1.       |
| 2023 (14 vítězství)         | 8. ledna 2023      | Kranjska Gora, Slovinsko  | obří slalom      | 1.       |
| 2023 (14 vítězství)         | 24. ledna 2023     | Kronplatz, Itálie         | obří slalom      | 1.       |
| 2023 (14 vítězství)         | 25. ledna 2023     | Kronplatz, Itálie         | obří slalom      | 1.       |
| 2023 (14 vítězství)         | 28. ledna 2023     | Špindlerův Mlýn, Česko    | slalom           | 1.       |
| 2023 (14 vítězství)         | 10. března 2023    | Åre, Švédsko              | obří slalom      | 1.       |
| 2023 (14 vítězství)         | 11. března 2023    | Åre, Švédsko              | slalom           | 1.       |
| 2023 (14 vítězství)         | 19. března 2023    | Soldeu, Andorra           | obří slalom      | 1.       |

### Konečné pořadí v sezónách
| Sezóna                          |         |                  |                  |                  |                  |           |               |     |
| Věk                             | Celkové | Slalom           | Obří slalom      | Super-G          | Sjezd            | Kombinace | Paralelní sl. |     |
| 2012                            | 16 let  | 43.              | 17.              | 49.              | —                | —         | —             | —   |
| 2013                            | 17 let  | 5.               | Zlatá medaile    | 19.              | —                | —         | —             | —   |
| 2014                            | 18 let  | 6.               | Zlatá medaile    | 6.               | —                | —         | —             | —   |
| 2015                            | 19 let  | 4.               | Zlatá medaile    | 3.               | —                | —         | —             | —   |
| 2016                            | 20 let  | 10.              | 4.               | 21.              | 39.              | —         | 23.           | —   |
| 2017                            | 21 let  | Zlatá medaile    | Zlatá medaile    | Stříbrná medaile | 24.              | 36.       | 6.            | —   |
| 2018                            | 22 let  | Zlatá medaile    | Zlatá medaile    | Bronzová medaile | 28.              | 5.        | —             | —   |
| 2019                            | 23 let  | Zlatá medaile    | Zlatá medaile    | Zlatá medaile    | Zlatá medaile    | 25.       | 2             | —   |
| 2020                            | 24 let  | Stříbrná medaile | Stříbrná medaile | Bronzová medaile | 7.               | 5.        | —             | 20. |
| 2021                            | 25 let  | 4.               | Stříbrná medaile | Stříbrná medaile | —                | —         | —             | —   |
| 2022                            | 26 let  | Zlatá medaile    | Stříbrná medaile | Bronzová medaile | Bronzová medaile | 26.       | —             | —   |
| 2023                            | 27 let  | Zlatá medaile    | Zlatá medaile    | Zlatá medaile    | 7.               | 12.       | —             | —   |
| Aktualizováno k 24. březnu 2023 |         |                  |                  |                  |                  |           |               |     |

## Výsledky na vrcholných akcích

### Mistrovství světa
Na světovém šampionátu poprvé startovala v rakouském Schladmingu v roce 2013. Nejprve obsadila 6. místo v obřím slalomu, aby o dva dny později na hoře Planai triumfovala v 17 letech ve slalomu. Na Mistrovství světa 2015, konaném v rodném Vailu a Beaver Creeku, dokázala ve slalomovém závodu obhájit jako nejmladší závodnice titul mistryně světa. Titulem ze superkombinace MS 2021 v Cortině se stala nejúspěšnějším americkým lyžařem v historii světových šampionátů, když překonala pět zlatých Teda Ligetyho a osm cenných kovů Lindsey Vonnové. Z Cortiny si odvezla čtyři medaile jako první lyžařka od Pärsonové v Åre 2007, jíž se tento výkon podařil na jediném šampionátu a celkově pátá v historii. Na francouzském MS 2023 přidala zlato v obřím slalomu a jako první lyžař v historii vyhrála na šestém šampionátu v řadě. V Méribelu přidala stříbra ze slalomu a Super-G. S celkovými čtrnácti medailemi ze sedmnácti odjetých závodů ji v historických statistikách zařadilo na druhou příčku za Němku Christl Cranzovou, která závodila ve 30. letech 20. století.
| Rok                              | Věk    | Slalom | Obří slalom | Super-G | Sjezd | Kombinace |
| 2013                             | 17 let | 1.     | 6.          | —       | —     | —         |
| 2015                             | 19 let | 1.     | 8.          | —       | —     | —         |
| 2017                             | 21 let | 1.     | 2.          | —       | —     | —         |
| 2019                             | 23 let | 1.     | 3.          | 1.      | —     | —         |
| 2021                             | 25 let | 3.     | 2.          | 3.      | —     | 1.        |
| 2023                             | 27 let | 2.     | 1.          | 2.      | —     | DSQ2      |
| DSQ2 – diskvalifikace ve 2. kole |        |        |             |         |       |           |

### Zimní olympijské hry

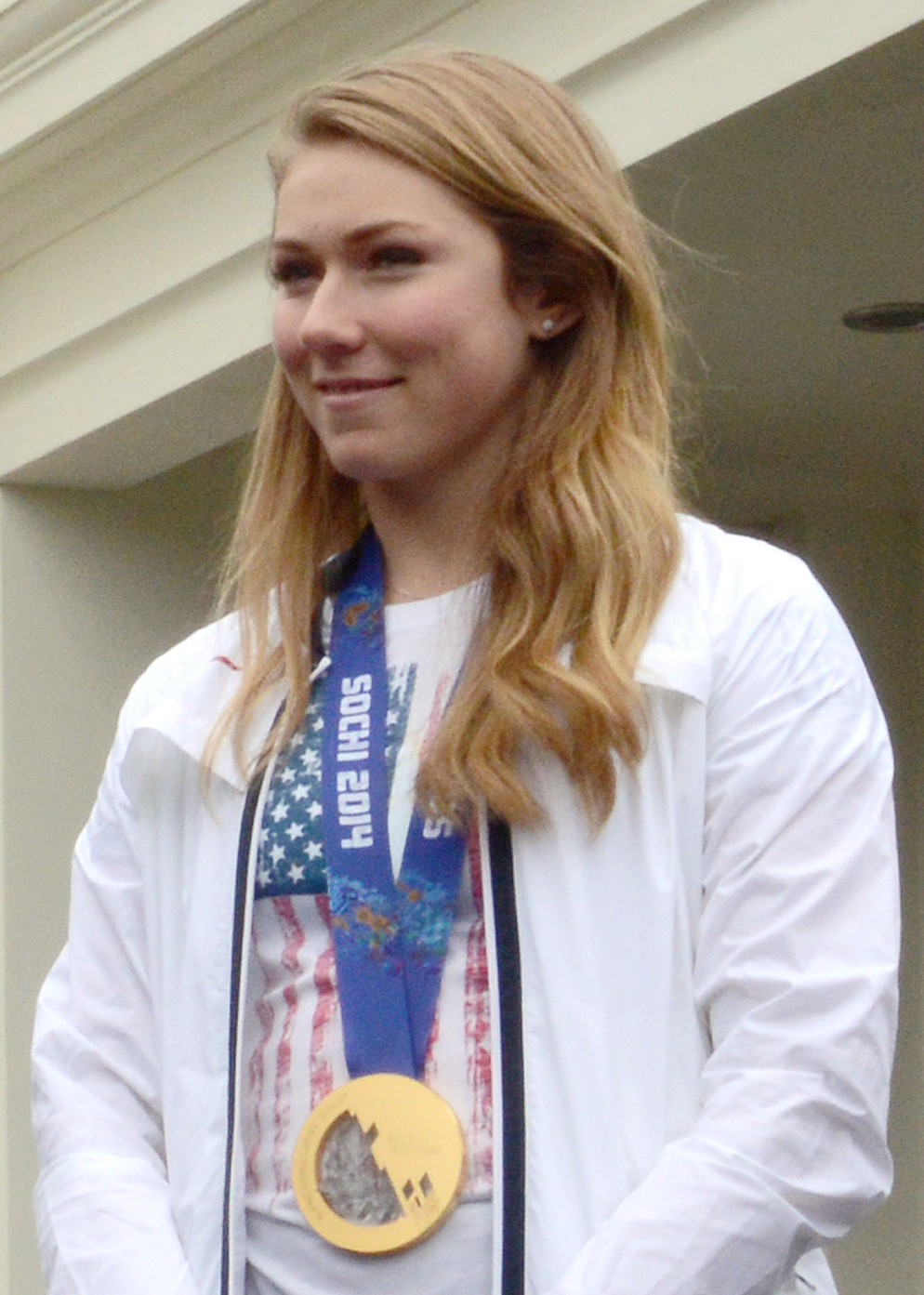
Se zlatou olympijskou medailí ze sočských her 2014 před Bílým domem při setkání amerických medailistů s prezidentským párem, 2014

Při první olympijské účasti na Zimních olympijských hrách 2014 v Soči potvrdila ve slalomu roli favoritky. Po první jízdě ve středisku Roza Chutor vedla a ve druhém kole téměř upadla. S náskokem více než půl sekundy zvítězila. Tři týdny před svými devatenáctými narozeninami se tak stala nejmladší šampionkou slalomu v olympijské historii. O tři dny dříve skončila pátá v deštivém obřím slalomu, když ji od medaile dělilo 23 setin sekundy.
Na Zimní olympijské hry 2018 přijížděla do Pchjongčchangu jako vedoucí závodnice průběžného pořadí Světového poháru. Úvodní obří slalom vyhrála a druhým olympijským zlatem se přiřadila k Tedu Ligetymu a Andree Meadové Lawrenceové, kteří jako jediní američtí alpští lyžaři dokázali dvakrát triumfovat pod pěti kruhy. Ve své druhé nejlepší diciplíně prodělala v předchozím čtyřletém cyklu zlepšení i díky přípravě se specialistou na obří slalom Ligetym. Jako hlavní favoritka na zlato skončila s téměř sekundovou ztrátou na druhém místě superkombinačního závodu a čtvrtá ve slalomu. Na vrcholné soutěži tak nezískala slalomářské zlato poprvé od svého premiérového titulu na MS 2013.
Na pekingskou Zimní olympiádu 2022 přijížděla v pozici průběžné lídryně Světového poháru. Jako druhá lyžařka historie nastoupila na jediných hrách do všech šesti závodů. Favoritkou byla v technických disciplínách a superkombinaci. Svou roli však nezvládla, když se dopustila největšího výpadku v kariéře. Na tratích obou slalomů i obřího slalomu vypadla již v úvodní části tratě, což komentovala slovy: „Celých 60 % výpadků v mé kariéře se stalo na těchto olympijských hrách.“ 
| Rok                                         | Věk    | Slalom | Obří slalom | Super-G | Sjezd | Kombinace | Týmy |
| 2014                                        | 18 let | 1.     | 5.          | —       | —     | —         | —    |
| 2018                                        | 22 let | 4.     | 1.          | —       | —     | 2.        | —    |
| 2022                                        | 26 let | DNF1   | DNF1        | 9.      | 18.   | DNF2      | 4.   |
| DNF1/2 – nedojela do cíle v 1. nebo 2. kole |        |        |             |         |       |           |      |

## Osobní život
Otec Jeff Shiffrin vyrostl v New Jersey, ale jakožto lyžař trávil víkendy s rodinou ve Vermontu, kde byly ideální podmínky na lyžování. Jako vysokoškolák pak závodil za Dartmouth College v New Hampshiru. Její matka Eileen Shiffrinová lyžovala na střední škole v severovýchodním státě Massachusetts v části Berkshires a bratr Taylor Shiffrin (nar. 1992) závodil za univerzitu v Denveru.
Na začátku února 2020 oznámila Shiffrinová přerušení kariéry kvůli úmrtí 65letého otce. Podle italského deníku Gazzetta dello Sport zemřel na následky zranění pádu ze střechy nového domu v coloradském Edwardsu. Sezóna 2019/2020 však byla po odjetí závodu 29. února 2020 v italském La Thuile předčasně ukončena pro pandemii koronaviru. Celkově v ní obsadila druhé místo za Brignoneovou, rovněž tak druhou příčku ve slalomu za Vlhovou.
V létě 2021 oznámila vztah s norským lyžařem Aleksandrem Aamodtem Kildem, vítězem velkého křišťálového globu z roku 2020.